# Selenarctia elissa
Selenarctia elissa är en fjärilsart som beskrevs av William Schaus 1892. Selenarctia elissa ingår i släktet Selenarctia och familjen björnspinnare. Inga underarter finns listade.